# Hiroshi Saitō (cestista)
Hiroshi Saitō (斎藤博?, Saitō Hiroshi; Tokyo, 15 settembre 1933 – 10 novembre 2011) è stato un cestista giapponese.

## Carriera
Con il Giappone ha partecipato alle Olimpiadi del 1956 e a quelle del 1960, disputando complessivamente 14 partite.